# Studio 3
Studio 3 ((it) studio tre) est un boys band italien fondé en 2005 grâce à la rencontre avec le producteur Nikko.
Il est composé d'Andrea Vetralla, dit « Vetro », de Marco Venturini et de Salvatore Valerio, dit « Gabriel » (avant lui, il s'agissait d'un autre membre appelé Gino). Leur nom vient de la première rencontre du trio dans un studio d'enregistrement.

## Biographie

### Début du groupe
Le premier single qui les a fait connaitre est « Solo te », il obtient une bonne diffusion radiophonique et atteint une bonne position dans le classement officiel Nielsen. Le vidéoclip a été transmis sur les meilleurs canaux musicaux et le boy band fut invité à Top of the Pops, CD Live et dans de nombreux autres programmes musicaux.
Le même succès radiophonique se reproduit immédiatement avec le single « Forse un angelo », qui apparaît sur leur premier album, dont le titre est similaire. Cet album entre avec quelques difficultés dans le Top 20 des ventes et y restera pour environ 5 mois, puis très vite il monte dans le classement et obtient de Silver Award pour les 300 000 copies vendues. Même le single « Forse un angelo » se place au sommet du classement Nielsen, et ainsi, au printemps les chansons du groupe apparaissent dans les 30 premières ventes. En été 2006, une chanson de l'album « Potrei » sort à la radio seulement, en version « Summer Remix ».
L'année 2006 a été importante, non seulement pour cette conquête inattendue, mais aussi parce que leur premier travail a été directement traduit et vendu dans les pays latino-américains, pays où le public s'est fidélisé et est aujourd'hui particulièrement actif.

### Année 2007
Début 2007 sort un nouveau single, « Alice », dont le produit est entièrement versé à la fondation « aider les enfants », en faveur du projet « un nid pour chaque enfant ». D'autre part, Gino est remplacé par Gabriel.
Le 18 mai 2007 sort le single Lentamente, téléchargeable en avant-première sur MSN Music pendant une semaine, à la fin de laquelle il devient également téléchargeable sur tous les meilleurs sites musicaux. Il s'agit d'un des singles du groupe qui a eu le plus de succès, et ça devient une des chansons la plus jouée de l'été et la plus programmée sur les chaînes télévisuelles musicales grâce au captivant vidéoclip.
Le 22 juin, l'album Lentamente est disponible dans tous les magasins de disques. Pendant l'été, pour la première fois, ils organisent une tournée dans toute l'Italie: il s'agit de « lentamente live tour 2007 ». Cette tournée leur permet de se rapprocher de leurs fans, et augmente les adhésions à leur forum officiel www.studio3band.com ainsi que les visites sur leur espace personnel www.myspace.com/studio3band, ce qui est fondamental pour un groupe comme eux dont le succès s'élargit principalement grâce à internet.
Le 7 septembre 2007, Voci su Voci apparaît à la radio, extrait de l'album Lentamente. Le 14 septembre 2007, il est mis en vente et est cinquième dans le classement des singles, mais il en ressort très rapidement. Le disque contient également une version espagnole de Lentamente. Parallèlement, un vidéoclip est tourné et diffusé sur les chaînes télévisuelles: les 3 garçons essayent de dénoncer l'étique avec leur musique. Seulement, ils ne sont pas compris par le président de leur maison d'édition mais elle se laisse tout de même entraîner par le rythme de la musique. Le boys band se sent de plus en plus incompris, ils dénoncent ceux qui ne soutiennent pas les nouveaux artistes émergents.

### Aujourd'hui
Le 20 juin 2008 est publié l'album Incontenibile dont est extrait le 18 avril le premier single Amore Incontenibile. Le thème central de l'album reste l'amour, mais aussi l'amitié et l'introspection, qui se développe massivement dans le second single (seulement radiophonique) Uomini di gomma. celui-ci aborde le thème de la fragilité masculine et donne aussi un rythme reggae à l'album. Le troisième single E poi cosi programmé avec enthousiasme par les radios est mis en vente le 31 octobre dans une version différente de celle de l'album avec accompagnée d'une deuxième piste: un medley acoustique que pendant l'été, les trois jeunes ont effectué à chaque live. Il s'agit d'un moment très intime et émouvant durant lequel les trois garçons font monter un spectateur sur scène et font avec lui un medley avec juste une guitare et le chant des passages les plus lents de tous leurs albums.
Une des nouveautés de ce nouvel album est la réalisation de leur Fan Club Officiel.
Pour conclure, le boys band a prévu 2 tournées pour 2008:
- « L'incontenibile Live Tour 2008 »
- « Door to Door Tour 2008 »

## Composition

- Andrea Vetralla (Vetro): né à Milan le 28 mai 1982
  - film préféré: pulp fiction
  - loisirs: cinéma, basketball, clarinette

- Marco Venturini: né le 24 janvier 1981
  - film préféré: L'attimo fuggente
  - loisirs: football, gymnastique, piano

- Salvatore Valerio (Gabriel): né le 24 juillet 1984
  - film préféré: Scarface
  - loisirs: babyfoot, gymnastique

## Discographie
- Forse un angelo (2006)

1. Forse un angelo
2. Non ci sei
3. Oltre il vento e la sabbia
4. Ora lo so
5. Prova sara
6. Quando crescerai
7. Solo te
8. Ali
9. Potrei
10. Party

- Lentamente (2007)

1. Lentamente
2. Mentre nevica
3. 99 Volte
4. Quando sarai sola
5. Alice
6. Non lo dico lo prometto
7. Spicchio di luna
8. Vivi la tua età
9. Voci su voci
10. Non salire
11. Per te
12. Sono ancora qua
13. Sai cos'e

- Incontenibile (2008)

1. Amore incontenibile
2. Un nuovo noi
3. Di piu
4. Io vivro
5. Uomini di gomma
6. Stai con me
7. Cambiera l'aria
8. Un po di te
9. Scusa sel
10. La scelta
11. Hotel sulla A3
12. E poi cosi''